# (30257) Leejanel
(30257) Leejanel es un asteroide perteneciente al cinturón de asteroides, descubierto el 29 de abril de 2000 por el equipo del Lincoln Near-Earth Asteroid Research desde el Laboratorio Lincoln, Socorro, Nuevo México.

## Designación y nombre
Designado provisionalmente como 2000 HH32. Fue nombrado por Jihyeon (Janel) Lee (n. 1997) quien fue finalista en el concurso Intel STS 2015 y obtuvo el segundo puesto en el concurso Intel ISEF 2014 por su proyecto de informática. Asiste a la escuela secundaria Amador Valley High School, en Pleasanton, California.

## Características orbitales
Leejanel está situado a una distancia media del Sol de 2,349 ua, pudiendo alejarse hasta 2,690 ua y acercarse hasta 2,009 ua. Su excentricidad es 0,145 y la inclinación orbital 1,274 grados. Emplea 1315,38 días en completar una órbita alrededor del Sol.

## Características físicas
La magnitud absoluta de Leejanel es 15,17.